# Kärntnermilch
Die Kärntnermilch reg. Gen.m.b.H. ist eine österreichische Molkerei, die im Jahr 1928 als „Oberkärntner Molkerei“ gegründet wurde. Das Unternehmen ist derzeit Marktführer in Kärnten.

## Unternehmensdaten
Mit 200 Mitarbeitern im Jahr 2019 erzielte man einen Umsatz von ungefähr 98,4 Mio. Euro. Die Genossenschaft Kärntnermilch hatte im Jahr 2010 2.429 Mitglieder, 36 Mitglieder weniger als 2009. Die Gesamteigenanlieferung betrug 2017 97.565.995 kg Milch. Der Biomilchanteil betrug im Jahr 2010 ungefähr 18,6 % der angelieferten Rohmilch. Der Exportanteil betrug 12,4 Millionen Euro, die steigende Exportquote beträgt nun 15,1 %. Man fokussiert sich dabei vornehmlich auf die österreichischen Nachbarländer und exportiert hauptsächlich Käse und Bioprodukte. Das Unternehmen betreibt derzeit vier „Frischemarkt“ genannte Lebensmittelgeschäfte in Spittal an der Drau, Villach, Feldkirchen in Kärnten und Hermagor. In diesen Warenhäusern werden regionale Eigenerzeugnisse verkauft.

## Produkte

Vollmilch ESL von Kärntnermilch

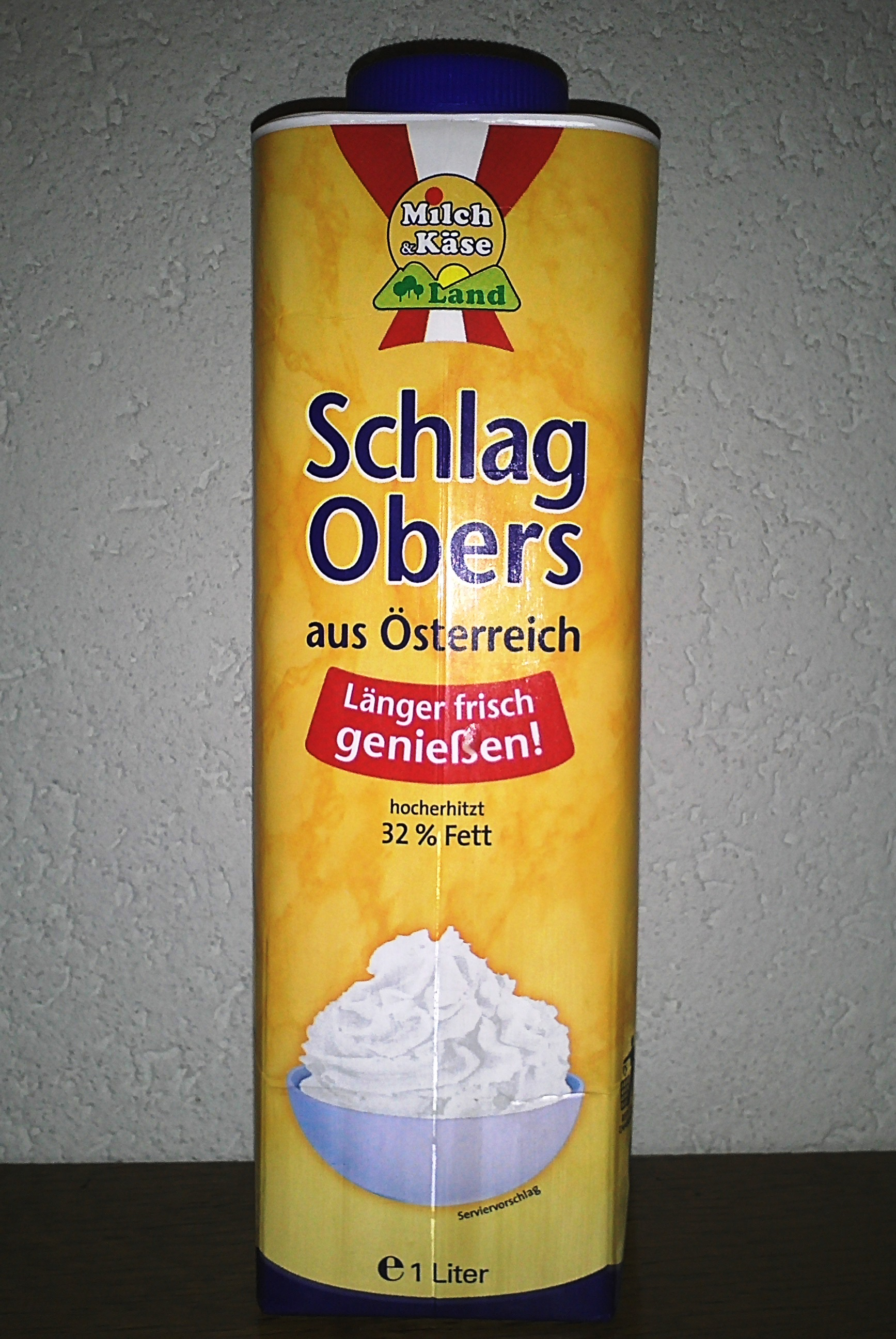
Schlagobers aus der Linie Milch & Käse Land

Die Produktpalette von Kärntnermilch lässt sich in vier Sparten einteilen. Dazu gehören die weiße Palette, die gelbe Palette sowie Bio+ und die Linie MILKfit. Zur weißen Palette gehören Erzeugnisse wie Butter, Vollmilch, Halbfettmilch, Schlagobers und Sauerrahm sowie deren Alternativen ohne Laktose. Die verschiedenen Sorten von Käse werden zur gelben Palette gezählt. Bio-Produkte werden im Rahmen der Linie Bio+ verkauft. Eine Sorte von Acidophilusmilch, die auch in der weißen Palette zu finden ist, erhielt auch eine eigene Produktlinie die unter dem Namen MILKfit vertrieben wird.

## Die Milch
Der durchschnittliche Fettgehalt der Rohmilch beträgt 4,21 %, der Eiweißgehalt hingegen 3,39 %. Heute werden im Durchschnitt 280.000 kg Milch pro Tag verarbeitet. Im Jahr 2010 wurden Milchprodukte aus insgesamt 103 Millionen Kilogramm Rohmilch hergestellt.
| Nährstoff     | Gehalt/100 g   |
| ------------- | -------------- |
| Brennwert     | 268 kJ/64 kcal |
| Proteine      | 3,3 g          |
| Kohlenhydrate | 4,4 g          |
| Lipide        | 3,5 g          |

| Nährstoff     | Gehalt/100 g     |
| ------------- | ---------------- |
| Brennwert     | 1274 kJ/309 kcal |
| Proteine      | 2,3 g            |
| Kohlenhydrate | 3,0 g            |
| Lipide        | 23 g             |

| Nährstoff     | Gehalt/100 g     |
| ------------- | ---------------- |
| Brennwert     | 3076 kJ/748 kcal |
| Proteine      | 0,7 g            |
| Kohlenhydrate | 0,7 g            |
| Lipide        | 82,5 g           |

## Auszeichnungen (Auszug)
- 151 Goldmedaillen bei einer DLG-Preisverleihung
- 38 Silbermedaillen bei einer DLG-Preisverleihung
- PriMax für das Gesamtsortiment der weißen Palette (5 Mal in Folge)
- 4 Große Goldmedaillen beim Internationalen Qualitätswettbewerb in Slowenien
- 18 Käsekaiser in verschiedenen Kategorien
- 2 Goldmedaillen bei der internationalen Käsiade in Tirol
- 1. Platz beim AMA Milch Innovationspreis in der Kategorie „Bunte Palette zum Trinken“
- 2 Nominierungen in der Kategorie „Bunte Palette zum Löffeln“ beim AMA Milch Innovationspreis